# شعار لاتفيا
شعار لاتفيا هو الشعار الرسمي لدولة لاتفيا في أوروبا الشرقية، وهي إحدى دول الاتحاد الأوروبي، تم اعتماده رسميًا من قِبل «الجمعية الدستورية لاتفيا» في 15 يوليو 1921.

## معرض صور

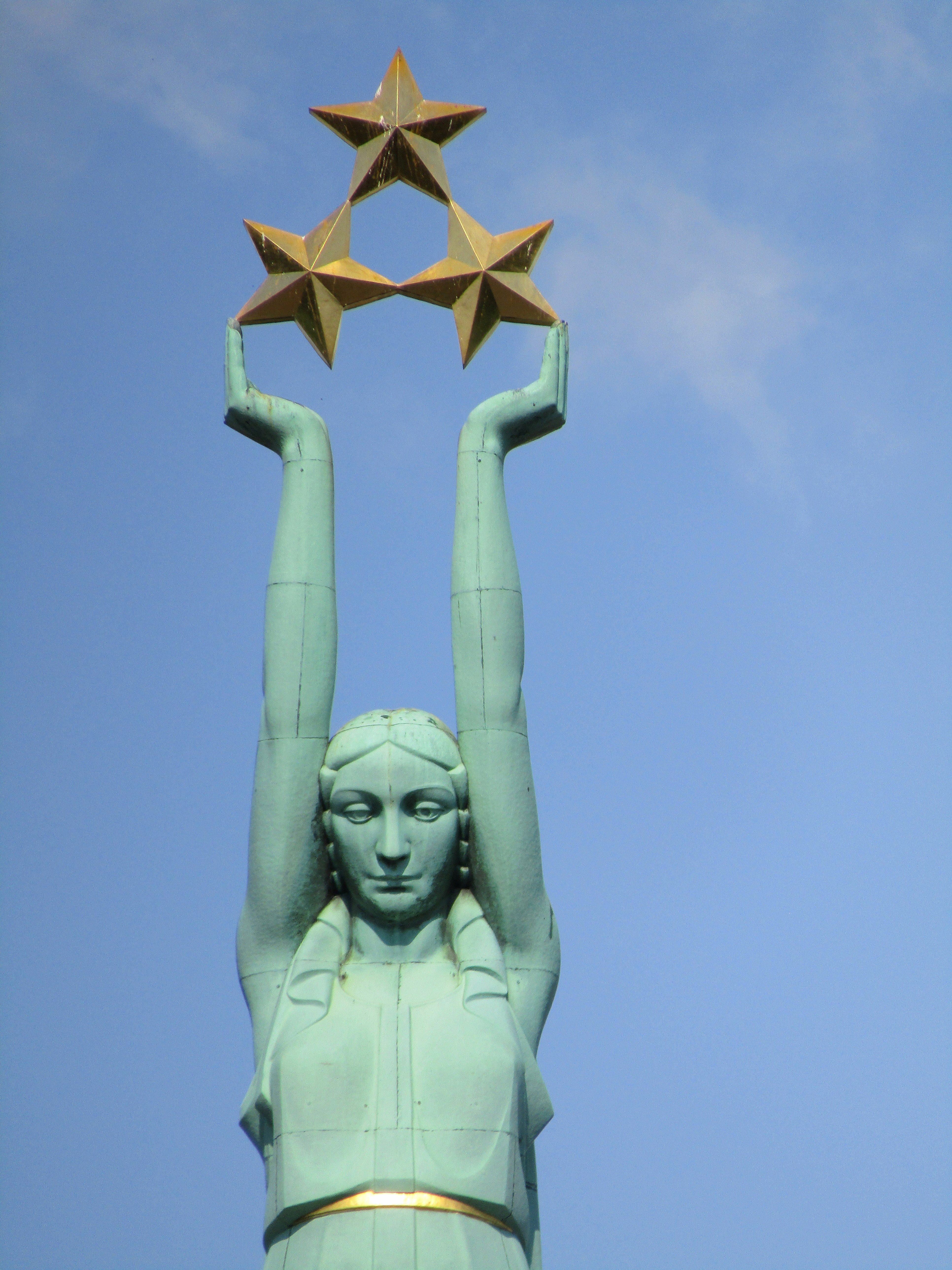